# トーレンス
トーレンス（Thorens ）は1883年にスイスのサン・クロワ（Saint-Croix ）に創業された精密機器メーカーである。近年は主にレコードプレーヤー及びその関連商品のメーカーとして知られる。以前はオルゴール、オイルライター、ハーモニカ等も製造していた。

## 歴史
- 1883年 - ヘルマン・トーレンス（Hermann Thorens ）によって創業。
- 1903年 - エジソン型フォノグラフを生産。
- 1913年 - オイルライターの生産を開始。
- 1914年 - ハーモニカの生産を開始。
- 1921年 - ハーモニカの生産を中断。
- 1938年 - ハーモニカの生産を再開。
- 1952年 - ハーモニカの生産を終了。
- 1957年 - ベルト＝アイドラー方式のレコードプレーヤー TD124発売。
- 1963年 - パイヤールと合併。
- 1964年 - オイルライターの生産を終了。
- 1966年 - パイヤールと合併解消、ドイツのEMTウィルヘルム・フランツ (EMT Wilhelm Franz)と共に共通の持ち株会社の傘下に入り、トーレンス・フランツ AG (Thorens-Franz AG)となる。
- 1985年 - オルゴール部門をリュージュに売却。